# Stenophylax meridiorientalis
Stenophylax meridiorientalis är en nattsländeart som beskrevs av Malicky 1982. Stenophylax meridiorientalis ingår i släktet Stenophylax och familjen husmasknattsländor. Inga underarter finns listade i Catalogue of Life.